# Asesinato de Billie-Jo Jenkins
Billie-Jo Margaret Jenkins (Londres, 29 de marzo de 1983 - Hastings, Sussex Oriental; 15 de febrero de 1997) fue una adolescente británica que fue asesinada en Hastings, en el condado de Sussex Oriental, en febrero de 1997. El caso atrajo la atención de los medios de comunicación y sigue sin resolverse. Su padre adoptivo, Siôn Jenkins, fue condenado por el crimen, pero tras dos juicios en los que el jurado fue incapaz de llegar a un veredicto, fue formalmente absuelto. Se le denegó cualquier indemnización alegando que no había pruebas que demostraran su inocencia. Tiene la rara distinción de haber sido absuelto a pesar de no haber sido nunca declarado inocente por un jurado. Una segunda acusación, relativa a las mentiras que había concebido sobre sus cualificaciones para conseguir el puesto de vicedirector, quedó archivada. Desde su absolución por asesinato, la policía de Sussex ha mantenido que no hay planes para reabrir la investigación del asesinato.
La familia de Billie-Jo siempre ha mantenido que Siôn Jenkins era culpable, y achacó el resultado del juicio final al hecho de que el juez declaró inadmisibles nuevas pruebas forenses debido a que se introdujeron demasiado tarde para que el equipo de la defensa pudiera responder. Las pruebas forenses mostraban que las manchas de sangre encontradas en la ropa de Siôn también contenían pequeños fragmentos de hueso y carne de Billie-Jo, lo que parecía refutar su afirmación de que la sangre había llegado allí al exhalar ella sobre él mientras moría. El examen forense también encontró que las manchas de sangre contenían pequeños fragmentos de metal del arma homicida, una estaca de hierro. En enero de 2022, se anunció que la policía estaba reexaminando las pruebas forenses.
Su asesinato es uno de los asesinatos sin resolver más sonados de Reino Unido.

## Antecedentes
Billie-Jo Jenkins creció en el East End de Londres. Su padre fue encarcelado y su madre no podía valerse por sí misma, por lo que, desde los nueve años, Jenkins pasó a vivir en una familia de acogida con Siôn y Lois Jenkins, que casualmente se apellidaban igual que ella. La pareja ya tenía cuatro hijas. Jenkins se trasladó con la familia a Hastings, en la costa este de Sussex, donde asistió a la escuela Helenswood. Llevaba cinco años viviendo con la familia Jenkins antes del incidente. La describieron como una niña «divertida» que quería ser actriz. Los hijos de Siôn Jenkins y amigos de Billie-Jo dijeron que Siôn había sido violento durante su infancia y que había empleado castigos corporales contra ellos.
Dos amigos de Billie-Jo dijeron que ella les había confiado que Siôn le había dado puñetazos y arañado el cuello, y que en una ocasión había llegado al colegio con sangre en la cara, diciendo que Jenkins la había sujetado contra una puerta después de que ella le dijera que dejara de abofetear a su perro de compañía. Los amigos de la escuela también informaron de que, en múltiples ocasiones, Bill llegaba a la escuela con moratones en los brazos y las piernas, alegando que se debían a discusiones con su padre.
Testificaron que Billie-Jo había escrito una vez «Odio» en sus nudillos y «Odio a mi padre (Siôn)». Jenkins admitiría más tarde haber abofeteado a Billie-Jo con ira, y luego reveló que ocasionalmente golpeaba a los niños con una zapatilla o con una regla. Su esposa Lois también describió su ira «a flor de piel» cuando perdía los estribos con Billie-Jo. Amigos de la familia también afirmaron que Siôn había pateado agresivamente a Billie-Jo en el tobillo una vez durante unas vacaciones en Francia en agosto de 1996, a pesar de que en ese momento tenía un esguince de tobillo.
Siôn Jenkins trabajaba como subdirector de la escuela masculina William Parker School de Hastings. Más tarde se supo que había mentido sobre sus cualificaciones en su currículum para conseguir el puesto y que había repetido las mentiras en una nueva solicitud para ser director de la escuela, que se estaba tramitando. Anteriormente había sido expulsado de la escuela cuando era adolescente por problemas de conducta. Jenkins se había presentado como candidato del Partido Conservador a las elecciones locales.

## Asesinato
El 14 de febrero de 1997, Siôn y Lois Jenkins habían discutido por Billie-Jo, a quien Siôn describiría más tarde a la policía como «difícil». Después de llegar a casa de un viaje al día siguiente, Siôn dijo que le había pedido a Billie-Jo que bajara el volumen de su música y las pruebas indicaron más tarde que se había enfurecido cuando ella se había negado a ello. La joven había estado pintando las puertas del patio esa tarde, pero Jenkins descubrió que había manchado de pintura las ventanas y dijo más tarde que su pintura era «un desastre».
Poco después se encontró el cadáver de Billie-Jo, de 13 años, en el jardín trasero de la casa familiar en Hastings, en Sussex Oriental. La habían golpeado cinco veces en la cabeza con una piqueta de hierro mientras pintaba las puertas del patio. Uno de los otros niños de la familia había dejado la piqueta en el patio ese mismo día. Billie-Jo murió pocos minutos después de la agresión.
La policía pidió a su padre adoptivo, Siôn Jenkins, que hiciera un llamamiento público, aunque poco después comenzó a sospechar de él, incluso su esposa, y se convirtió en el principal sospechoso. Él había sido la última persona en verla con vida y el primer adulto en encontrar su cuerpo. El 24 de febrero fue detenido como sospechoso de asesinato.  En un principio afirmó que no había estado en la casa en ese momento, pero luego admitió que había estado allí esa tarde. El 14 de marzo fue acusado formalmente de asesinato.
Siôn Jenkins declaró a la policía que encontró a Billie-Jo en un charco de sangre en el patio. Una investigación policial reveló un comportamiento errático por su parte en torno al momento del incidente y el descubrimiento de 158 manchas microscópicas de sangre encontradas en su ropa.
El día del asesinato, Jenkins llevaba a dos de sus hijas biológicas a casa después de una clase de clarinete. Billie-Jo se había quedado en casa para pintar las puertas del patio del jardín trasero, con el fin de ganarse un dinero extra. Según la policía, Jenkins la agredió cuando regresó a casa, mientras sus otras dos hijas esperaban en el coche fuera de la entrada de la casa. Después volvió al coche y llevó a las dos niñas a una tienda de bricolaje cercana, pero no se llevó dinero.
La policía dice que lo hizo para tener una coartada, apoyada por el hecho de que inexplicablemente condujo alrededor del parque cercano en círculo y había tomado una ruta inusual que alargó el tiempo de viaje. Jenkins afirmó que habían ido a comprar más aguarrás, a pesar de que ya tenía un poco en su garaje. La policía dijo que la idea de que un extraño entrara en el jardín, encontrara un arma y matara a Billie-Jo durante los mismos 10 minutos que Jenkins estuvo fuera, escapando aparentemente sin que nadie se diera cuenta, era inverosímil.
La policía también descubrió que Jenkins había mostrado otros comportamientos extraños tras el asesinato. Inexplicablemente, lo primero que hizo después de encontrar a Billie-Jo muerta en el patio fue volver a su coche para cerrar el techo de su descapotable. Los detectives creen que lo hizo para poder explicar más tarde por qué podría haberse encontrado sangre allí después, ya que al parecer había asesinado a Billie-Jo y se había salpicado de sangre antes de entrar en su coche y conducir hasta la tienda de bricolaje. De este modo, también retrasó la llamada al 999, y sólo lo hizo cuando se lo dijo un vecino.
Tras encontrar a Billie-Jo, no utilizó el teléfono que había junto a ella para llamar a una ambulancia. Cuando finalmente llamó al 999, se negó a poner a Billie-Jo en posición de recuperación o a comprobar si respiraba como le había indicado el operador, y cuando le preguntaron si respiraba respondió «no lo sé, no he mirado». Más tarde se alegó que esto se debía a que sabía que ya estaba muerta y «sin ayuda», ya que había sido él quien la había asesinado. Sólo unos minutos después de encontrar a Billie-Jo, Jenkins también abrió la puerta a un colega que estaba de visita sin decirle que le pasaba nada.
También se cuestionaron las versiones contradictorias de Jenkins. Al principio dijo a la policía que no había entrado en la casa al volver de la clase de clarinete, pero más tarde admitió sí hacerlo. La policía cree que pudo haber cambiado sus versiones al darse cuenta de que sus otras dos hijas darían versiones distintas de los hechos. Cuando llamó al 999, dijo a la operadora que había estado en la tienda de bricolaje entre 35 y 45 minutos, pero más tarde se supo que sólo habían pasado unos 10 minutos.
Tras su asesinato, Billie-Jo fue encontrada con un trozo de bolsa de basura en la nariz. Esto procedía del material plástico que Siôn había dejado en el patio para que Billie-Jo le ayudara a pintar. También había un cubo de agua junto a la niña asesinada que las otras hijas habían estado utilizando para limpiar el coche de la parte delantera de la casa. La policía creía que Siôn lo había llevado al patio de la parte trasera de la casa.

## Procedimiento legal contra Siôn Jenkins

### Primer juicio
En el juicio celebrado en 1998, la fiscalía reveló que se habían encontrado 158 manchas de sangre en los zapatos, los pantalones y la chaqueta de Siôn, y afirmó que se trataba de salpicaduras de impacto resultantes de la agresión a Billie-Jo. Los forenses habían declarado a la policía que creían que el patrón de la sangre era el resultado de salpicaduras de impacto. Las manchas de sangre tenían el aspecto de una fina salpicadura, y dos testigos científicos expertos declararon que el aspecto y la distribución del patrón eran coherentes con la sugerencia de que Siôn era el agresor. Ambos coincidieron en que era «típico» de la fina salpicadura que se encontraría en un agresor cuando un arma impacta con una superficie ya ensangrentada. La defensa llamó a dos de sus propios testigos científicos, pero ambos declararon que las pruebas «no eran incoherentes» con que Siôn fuera el agresor.
Siôn afirmó que la sangre encontrada en su ropa se debía a que había intentado ayudarla. Sin embargo, los expertos forenses afirmaron que no se habían encontrado manchas similares en los dos paramédicos ni en el vecino que había intentado salvarla y que, de hecho, no se había encontrado sangre en su ropa. La defensa realizó experimentos para intentar demostrar que la sangre podría haber llegado a él a través de la respiración de Billie-Jo mientras moría. Sin embargo, un pediatra calificó la defensa de «imposible» y el patólogo concluyó que sus lesiones habrían sido tan graves que ella no habría sido físicamente capaz de tomar las respiraciones para poder hacer esto y describió los experimentos como «totalmente irrealistas». Afirmó que tendría que haber inhalado 2,2 litros de aire para poder exhalar con la fuerza suficiente para que la sangre salpicara, y dijo que esto era «altamente improbable». Afirmó que, si este fuera el caso, se habría visto claramente que seguía respirando, lo que ningún testigo dice que fuera así. En última instancia, concluyó:

...la posibilidad de que se rociaran gotas al respirar es tan remota que puede descartarse. Jenkins afirmó en el juicio que Billie-Jo podía ser desobediente e «impaciente», declarando: «Simplemente destrozaba prendas de ropa o se hacía daño a sí misma, arrancando las cabezas de las muñecas... si se le pedía que hiciera algo, podía no hacerlo. Y si lo hacía, se impacientaba".

Jenkins fue declarado culpable del asesinato el 2 de julio de 1998 por decisión unánime, a pesar de que el juez dijo al jurado que un veredicto por mayoría sería suficiente para la condena. Fue condenado a cadena perpetua. El juez concluyó que era «un peligro para la comunidad». El detective superintendente a cargo del caso, Jeremy Paine, dijo que el asesinato fue «un acto brutal llevado a cabo en un momento de rabia y violencia incomprensibles». El cirujano de la policía que había certificado la muerte de Billie-Jo dijo que en sus 26 años como cirujano que era «sin duda el asesinato más triste y brutal al que he asistido».

### Segundo cargo
Tras ser condenado por el asesinato, el juez reveló que Jenkins también había sido acusado de «obtención de ventaja pecuniaria mediante engaño», en relación con las mentiras que había concebido sobre sus cualificaciones al solicitar su puesto de trabajo. Se ordenó que la acusación permaneciera archivada.

### Primer recurso fallido
Tras su condena, Siôn recurrió, alegando que la sangre de su ropa le había salpicado al exhalar Billie-Jo al morir. El juez de su apelación en 1999 no estuvo de acuerdo y concluyó que incluso si Billie-Jo hubiera podido exhalar mientras agonizaba, «la salpicadura de sangre no alcanzaría la altura de la ropa del apelante a la que se encontró la salpicadura». El recurso fue desestimado.

### Participación de la CCRC y éxito de la apelación
La Comisión de Revisión de Casos Penales (CCRC) investigó el caso y volvió a escuchar las declaraciones de un testigo científico llamado por la defensa, cuyas conclusiones habían sido rechazadas durante la apelación de 1999. El testigo afirmó que las manchas de sangre podrían haber sido el resultado de una rara enfermedad que habría provocado la acumulación de gases en los pulmones de Billie-Jo, lo que supuestamente le habría hecho exhalar sangre involuntariamente. La CCRC devolvió el caso al Tribunal de Apelación en 2004.
El tribunal de apelación consideró que esta explicación alternativa hacía insegura la condena, afirmando que podría haber afectado a la decisión del jurado si se hubiera discutido en el primer juicio. Se admitió el recurso, pero se ordenó la celebración de un nuevo juicio, en el que Jenkins quedó en libertad bajo fianza.

### Nuevos juicios
En un nuevo juicio celebrado en 2005, los forenses declararon que era concebible que la salpicadura microscópica de sangre se hubiera desprendido de las vías respiratorias lesionadas de Billie Jo al moverla Jenkins. El jurado no pudo llegar a un veredicto mayoritario tras 39 horas de deliberaciones y se ordenó un segundo juicio. En el segundo juicio, la fiscalía declaró que el jurado tendría que decidir si la sangre de Jenkins llegó cuando ella fue atacada o cuando él descubrió su cuerpo. También se señaló que Jenkins podría haber estado en una relación coqueta y sexualizada con su hija de acogida en ese momento, y que las pruebas de sus otros hijos sugerían que «prefería» a Billie-Jo antes que a ellos. El segundo juicio tampoco pudo llegar a un veredicto mayoritario tras tres meses de pruebas, y en Old Bailey, Londres, el 9 de febrero de 2006, Siôn Jenkins fue declarado en consecuencia inocente. La Fiscalía de la Corona indicó que no se volvería a juzgar a Jenkins.
Se convirtió en el primer hombre de la historia penal británica absuelto tras ser juzgado tres veces por el mismo delito.
Se calcula que la investigación policial, los juicios y las apelaciones costaron 10 millones de libras. La policía tomó declaración a 700 testigos y los jurados pasaron 36 días deliberando en tres juicios. Jenkins pasó 11 días testificando.

### Polémica por las pruebas no admitidas
La absolución de Jenkins fue controvertida, ya que entonces se supo que el jurado no había escuchado las declaraciones de su esposa, que lo describió como un hombre violento que había golpeado a los niños con un palo y que la había herido anteriormente. Jenkins negó ante la prensa haber pegado nunca a sus hijos o a su mujer, pero sus hijos respondieron afirmando que su padre mentía y que había utilizado castigos corporales contra ellos.
También fue muy controvertida la decisión final del juez de desestimar nuevas pruebas forenses que demostraban que las manchas de sangre en la ropa de Jenkins también contenían pequeños fragmentos de hueso y carne de Billie-Jo, lo que parecía indicar que se habían producido como resultado de los golpes de Jenkins. Las pruebas científicas, realizadas por científicos de la Universidad de Cambridge, también revelaron que las manchas de sangre contenían pequeños fragmentos de metal de la estaca de la tienda que se había utilizado para golpearla. La razón aducida para no admitir estas pruebas fue que se habían presentado demasiado tarde para que la defensa pudiera responder. La familia biológica de Billie-Jo, que siempre mantuvo que Jenkins era culpable, culpó de ello al resultado del juicio y prometió «seguir luchando» para que Jenkins volviera a ser condenado.

## Otros sospechosos
Alrededor de la hora del asesinato, un hombre con problemas mentales fue visto supuestamente en la calle y en la zona aledaña. Fue detenido, pero se consideró que no podía ser interrogado. Jenkins declaró que él y su esposa Lois estaban «tan preocupados por los merodeadores y los robos en la zona donde vivían que hicieron instalar luces de seguridad y cerraduras en las ventanas de su casa».
En su apelación en 2004, el equipo legal de Jenkins alegó ante el tribunal que este hombre no identificado podría haber sido el responsable del asesinato, sin embargo, el tribunal rechazó firmemente esta alegación, encontrando que no había pruebas de que este presunto sospechoso hubiera matado a Billie-Jo y que las pruebas forenses y de identificación de hecho indicaban lo contrario. El equipo de defensa de Jenkins ya conocía las «pruebas» relativas a este supuesto sospechoso en el juicio, pero no las había planteado debido a «consideraciones tácticas». El hombre tenía una coartada confirmada, ya que la policía descubrió que los testigos lo situaban al menos a 15 minutos de la casa en el momento crucial. No habría sido posible que hubiera llegado a la casa desde el lugar en el que fue visto por última vez por los testigos a tiempo para asesinar a Billie-Jo.
Siôn dijo que Billie-Jo estaba viva y en buen estado antes de que él saliera en su viaje de 10 minutos a la tienda de bricolaje con sus otras dos hijas, y que la encontraron muerta tan pronto como regresó. Esto significaba que cualquier asesino habría tenido que entrar en el jardín, encontrar un arma y matar a Billie-Jo durante los mismos 10 minutos que Jenkins estuvo fuera, y luego escapar sin que nadie se diera cuenta. Para la policía esta idea era bastante inverosímil.

## Eventos posteriores
Después de que Jenkins fuera formalmente absuelto, la policía de Sussex declaró que «habían buscado resueltamente justicia para Billie-Jo». Desde la absolución, se mantuvo que no había planes para reabrir la investigación del asesinato. A pesar de ello, el 31 de enero de 2022, la policía de Sussex anunció una revisión forense del caso.
Tras salir de prisión, Jenkins se trasladó a Lymington, en Hampshire, con su nueva esposa Christina Ferneyhough. Poco después de su absolución por asesinato, se matriculó en un curso de Criminología en la Universidad de Portsmouth. En 2008, solicitó una indemnización de 500 000 libras esterlinas por su encarcelamiento, pero su solicitud fue rechazada y dijo que no apelaría. La razón aducida por el Ministerio de Justicia para denegar la indemnización fue que no había pruebas que demostraran de forma concluyente su inocencia.
El 31 de enero de 2022, la Policía de Sussex anunció una revisión forense del caso, aunque se reveló que no se reabría la investigación más amplia.
En un documental sobre el caso emitido en febrero de 2022 por Channel 5, miembros del equipo de investigación de la policía afirmaron que Jenkins siguió mintiendo en un libro que escribió sobre el asesinato tras su absolución. En el libro, Jenkins había afirmado que le habían obligado a firmar declaraciones policiales que nunca había leído, pero los agentes afirmaron que había leído meticulosamente todos los resúmenes escritos de los interrogatorios una vez concluidos, y que constantemente tomaba sus propias notas durante los interrogatorios.